# Snam
Snam S.p.A. er en italiensk energiinfrastrukturvirksomhed.
De har det meste af Italiens gas-pipeline-infrastruktur med 32.727 km og over 41.000 km inklusive internationale aktiviteter.